# Vöhrenbach
Vöhrenbach ist eine kleine Stadt im Schwarzwald-Baar-Kreis in Baden-Württemberg.

## Geographie
Die Stadt Vöhrenbach liegt im Tal der Breg im mittleren Schwarzwald zwischen Furtwangen und der Kreisstadt Villingen-Schwenningen. Der Waldanteil an der Gesamtfläche liegt bei 77 %.

### Nachbargemeinden
Die Stadt grenzt im Uhrzeigersinn beginnend im Norden an die Stadt St. Georgen im Schwarzwald, im Osten an Villingen-Schwenningen, Unterkirnach und Donaueschingen, im Süden an Bräunlingen und Eisenbach (Hochschwarzwald), im äußersten Südwesten an Titisee-Neustadt und im Westen an die Stadt Furtwangen. Bis auf Eisenbach und Titisee-Neustadt (Landkreis Breisgau-Hochschwarzwald) gehören die Nachbargemeinden zum Schwarzwald-Baar-Kreis.

### Stadtgliederung

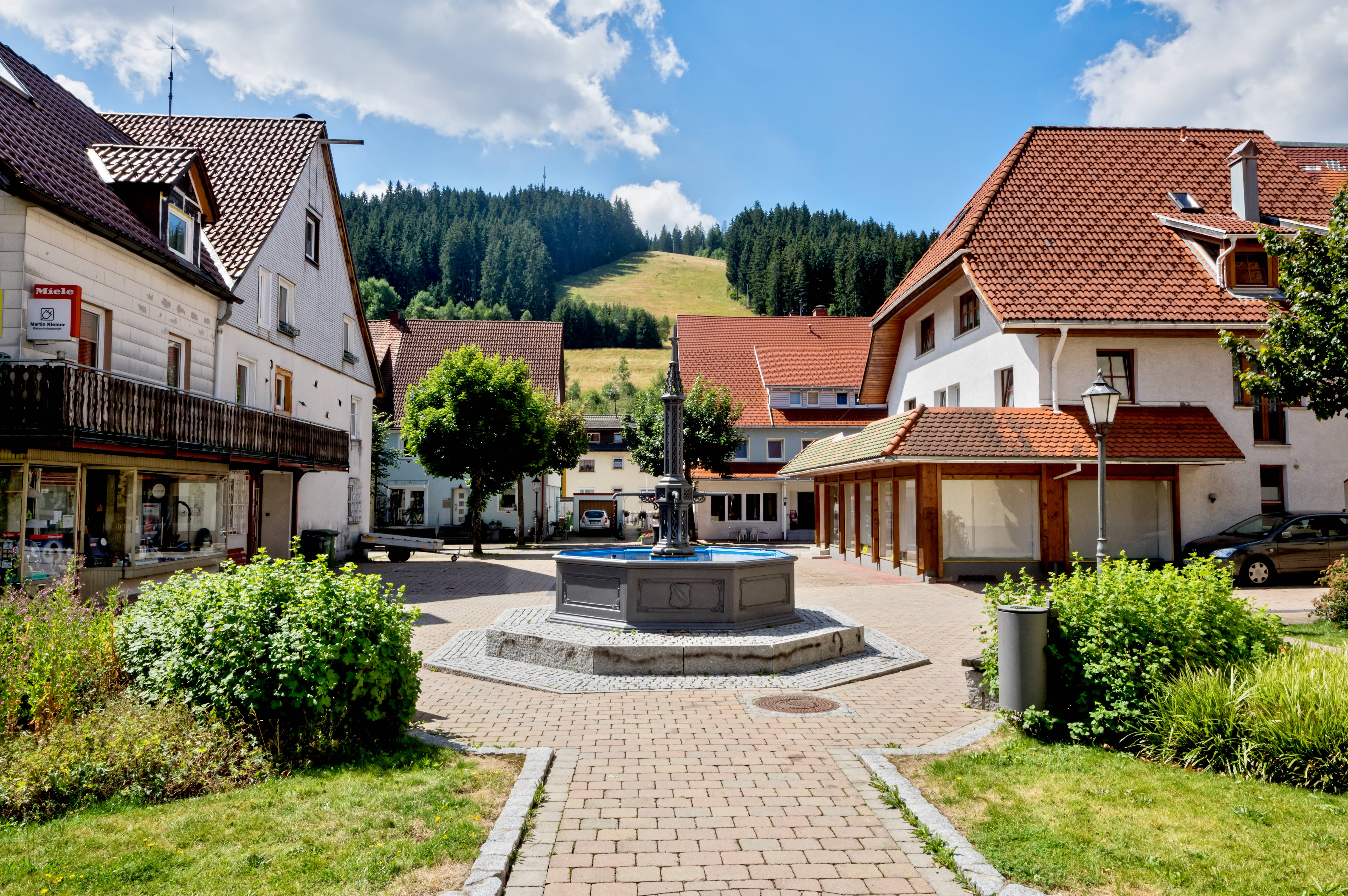
Vöhrenbach

Vöhrenbach besteht aus der Stadt Vöhrenbach (in den Grenzen von 1970) und den drei Stadtteilen Hammereisenbach-Bregenbach, Langenbach und Urach sowie 89 weiteren Dörfern, Weilern, Zinken, Höfen und Häusern.
→ Siehe auch: Liste der Orte im Schwarzwald-Baar-Kreis
Die offizielle Benennung der Stadtteile erfolgt durch den vorangestellten Namen der Stadt und durch Komma getrennt das Wort „Stadtteil“ und der Name des jeweiligen Stadtteils. Die Stadtteile sind räumlich identisch mit der früher selbstständigen Gemeinden gleichen Namens. Die Kernstadt und die drei Stadtteile bilden Wohnbezirke im Sinne der baden-württembergischen Gemeindeordnung und in den drei Stadtteilen sind jeweils kommunalrechtliche Ortschaften mit eigenem Ortschaftsrat und Ortsvorsteher als dessen Vorsitzender eingerichtet.
Im Stadtteil Hammereisenbach-Bregenbach liegen die Burgruine Neu-Fürstenberg und das Krumpenschloss.

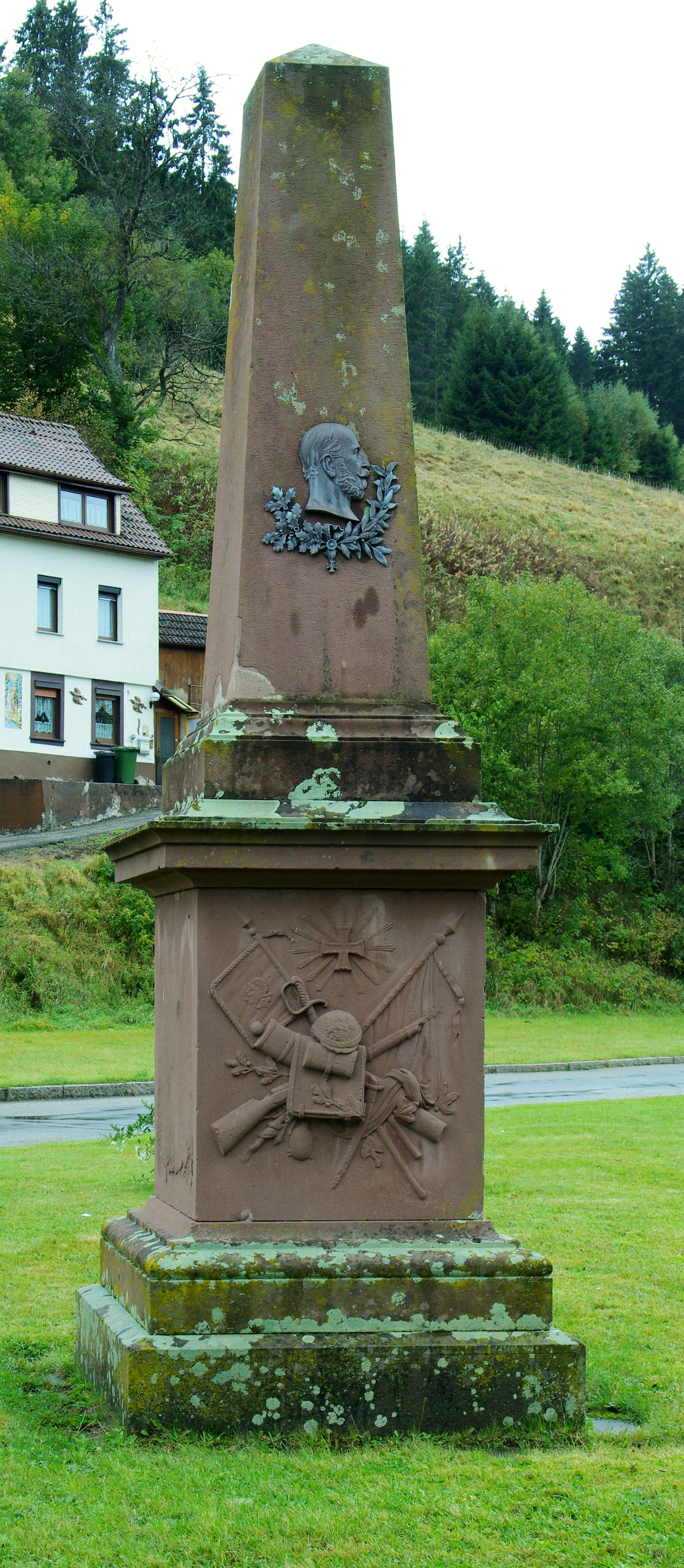
Kriegerdenkmal

### Schutzgebiete
Vöhrenbach hat im Urachtal Anteil am Landschaftsschutzgebiet Hochschwarzwald. Darüber hinaus hat die Gemeinde Anteil am FFH-Gebiet Baar, Eschach und Südostschwarzwald sowie am Vogelschutzgebiet Mittlerer Schwarzwald. Vöhrenbach liegt zudem im Naturpark Südschwarzwald.

## Geschichte
Vöhrenbach erhielt im Jahre 1244 von den Grafen von Urach als Konkurrenz zu Villingen das Stadtrecht. Die Stadt konnte jedoch nie auch nur annähernd die Bedeutung Villingens erreichen. 1806 kam die Stadt zum neu gegründeten Großherzogtum Baden.
Im Zuge der baden-württembergischen Gemeindereform wurden am 1. Juli 1971 Hammereisenbach-Bregenbach (seit 1897 vereinigt) und am 1. Dezember 1971 Langenbach sowie Urach eingemeindet. Hammereisen-Bregenbach, Langenbach und Vöhrenbach gehörten bis zum 31. Dezember 1972 dem Landkreis Donaueschingen an. Urach gehörte bis zur Eingemeindung zum Landkreis Hochschwarzwald und wechselte als deren einzige Gemeinde in den Landkreis Donaueschingen. Mit der Reform zum 1. Januar 1973 wechselten Vöhrenbach und alle Ortsteile zum neugebildeten Schwarzwald-Baar-Kreis.

## Politik

### Gemeinderat
Der Gemeinderat in Vöhrenbach besteht aus 14 gewählten ehrenamtlichen Gemeinderatinnen und -räten sowie dem Bürgermeister als Vorsitzendem. Der Bürgermeister ist im Gemeinderat stimmberechtigt. Die Unechte Teilortswahl und damit die Gliederung des Stadtgebiets in vier Wohnbezirke wurde bereits zur Gemeinderatswahl 2009 aufgehoben. Die Kommunalwahl am 9. Juni 2024 führte zu folgendem Ergebnis (mit Vergleichszahlen voriger Wahlen):

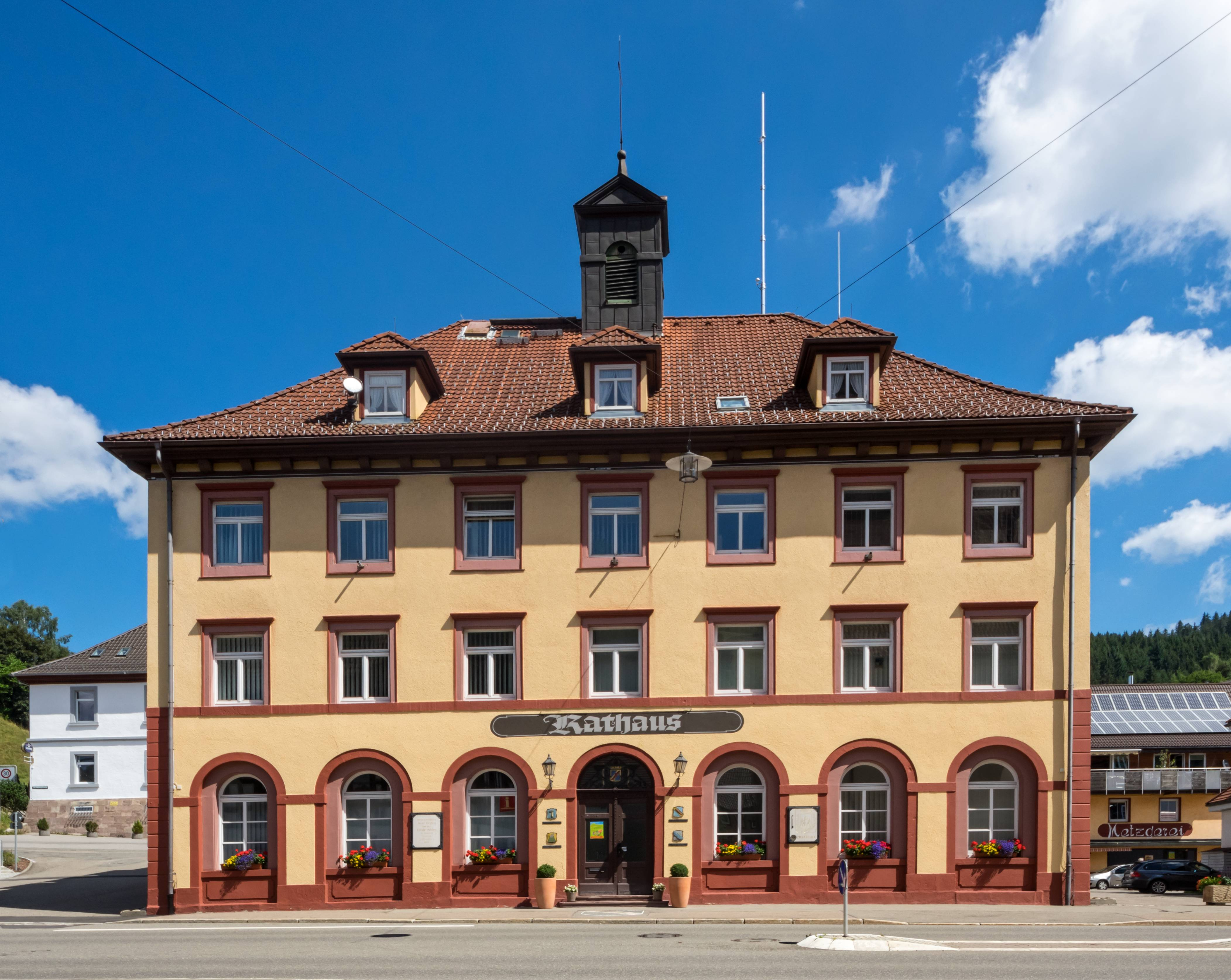
Rathaus Vöhrenbach

| Partei / Liste                      | Sitze  | Stimmenanteil |                 | Ergebnis 2019   | Ergebnis 2014   | Ergebnis 2009 |
| CDU                                 | 7      | 55,6 %        | 9 Sitze, 63,8 % | 9 Sitze, 66,9 % | 6 Sitze, 40,4 % |               |
| Bürger- und Wählervereinigung (BWV) | 5      | 44,4 %        | 5 Sitze, 36,2 % | 5 Sitze, 33,1 % | 3 Sitze, 25,0 % |               |
| SPD                                 | –      | –             | –               | –               | 5 Sitze, 34,6 % |               |
| Wahlbeteiligung                     | 59,0 % | 59,0 %        | 55,6 %          | 49,1 %          | 52,4 %          |               |

### Bürgermeister
Nach der Sage der „Sieben Jungfrauen“ soll es in Vöhrenbach nicht möglich sein, einen Bürgermeister in seinem Amt zu bestätigen. Die Herren Sorg, Neininger und Wolf wurden nach der ersten Amtsperiode abgewählt. Erst Karl-Heinz Schneider gelang es 1981, wiedergewählt zu werden. Als sich Karl-Heinz Schneider 1997 für eine vierte Amtsperiode bewarb, gewann sein Herausforderer Robert Strumberger. Und auch Robert Strumberger wurde bereits zweimal wiedergewählt. Bei der Bürgermeisterwahl am 26. September 2021, zu der Strumberger nicht mehr antrat, wurde Heiko Wehrle mit 80,2 Prozent der Stimmen zu seinem Nachfolger gewählt. Er trat sein Amt am 21. Dezember 2021 an.
- 1813–1821: Joseph Merz
- 1918–1931: Karl Kraut
- 1939–1941: Paul Siedle
- 1941–1945: Fritz Dold
- 1945: Karl Faller
- 1946: Bernhard Wiedemann
- 1946: Egon Hettich
- 1946–1957: Ernst Sorg
- 1957–1964: Friedrich Neininger (1957–1971 Bürgermeister in Langenbach, 1971–1977 Ortsvorsteher in Langenbach)
- 1964–1972: Heinrich Wolff
- 1972–1997: Karl-Heinz Schneider
- 1997–2021: Robert Strumberger (* 1954 oder 1955[9], parteilos[10])
- seit 2021: Heiko Wehrle (* 1976, parteilos)[11]

### Wappen
| Wappen der Stadt Vöhrenbach | Blasonierung: „In Blau ein goldener (gelber) Wellenschrägbalken, belegt mit einer aufwärts schwimmenden roten Forelle.“ |
| Wappen der Stadt Vöhrenbach | Wappenbegründung: Die Stadt führte jahrhundertelang als Wappen einen stehenden oder schreitenden Esel. Das erweisen die Stadtsiegel, deren ältester Abdruck aus dem Jahre 1493 vorliegt, wobei das Typar der ersten Hälfte des 14. Jahrhunderts zuzuschreiben ist. Farben und Bedeutung dieses Wappens sind nicht bekannt. Nach einer Sage war der Esel wegen der Ermordung eines Edelmannes durch einen Bauern aus dem Amt Vöhrenbach der Stadt als Siegelbild aufgezwungen worden. 1802 genehmigte Fürst Karl Joachim zu Fürstenberg als damaliger Landesherr auf Gesuch der Stadt hin das bis heute gültige Wappen. Es ist mit der Forelle (mundartliche Wortformen unter anderem Forhe oder Förhe) redend für den Ortsnamen und wurde 1962 nochmals festgelegt. |

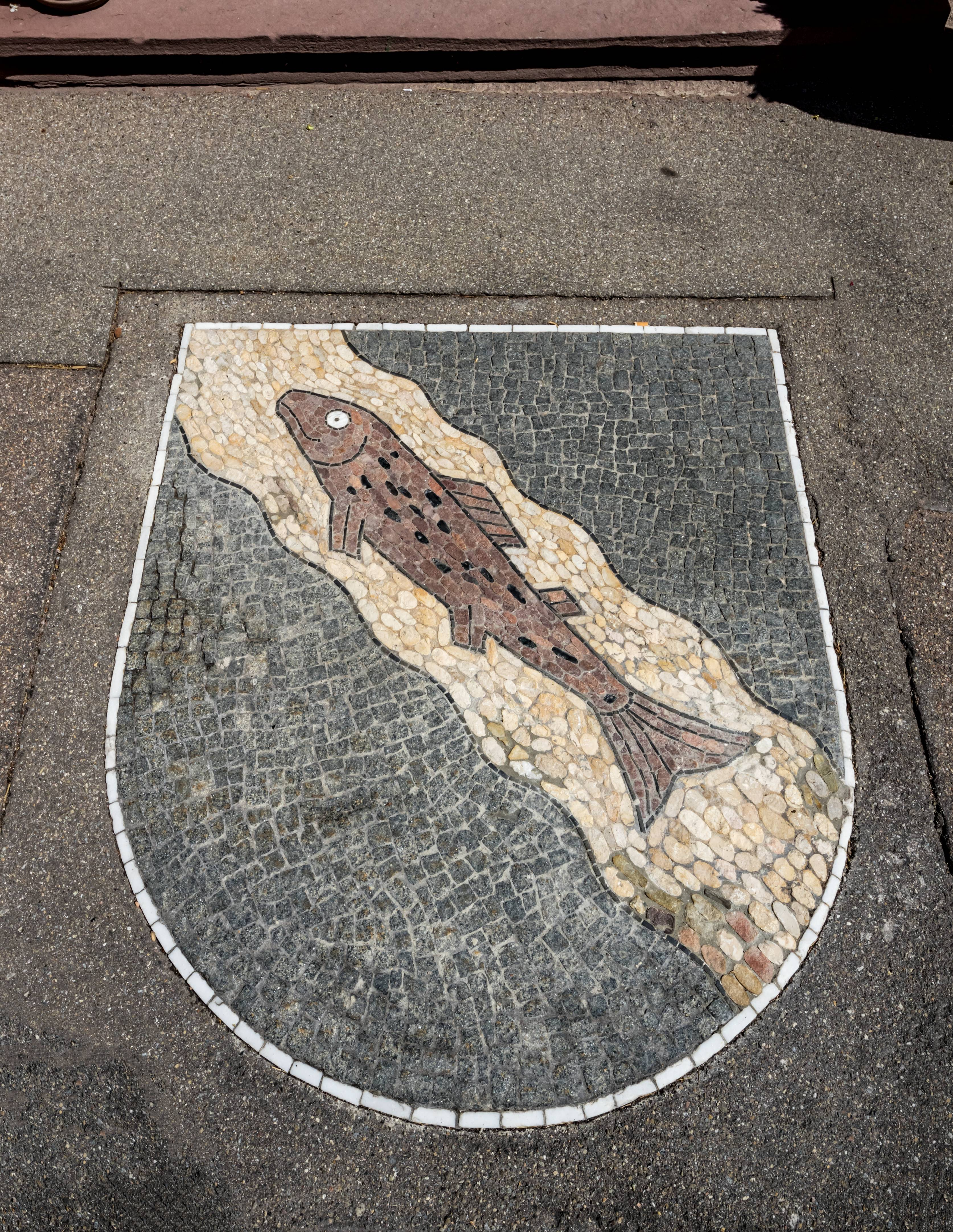
Wappen vor dem Rathaus

Wappen der ehemals selbstständigen Gemeinden

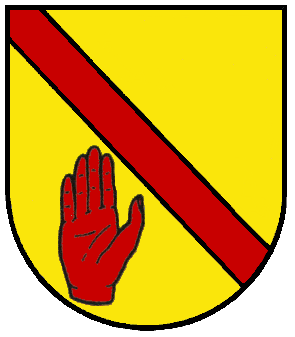
Bregenbach
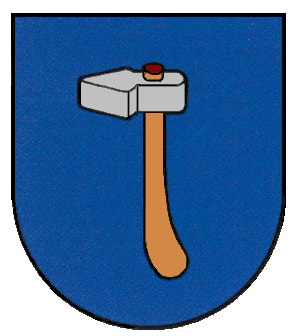
Hammereisenbach
Langenbach
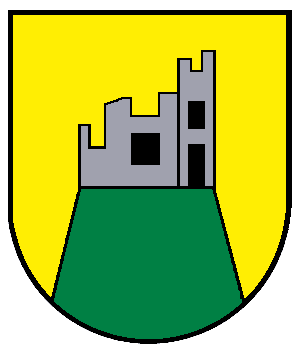
Urach

### Gemeindepartnerschaft
Vöhrenbach unterhält seit 1973 partnerschaftliche Beziehungen zu der französischen Gemeinde Morteau in der Region Bourgogne-Franche-Comté.

## Kultur und Sehenswürdigkeiten

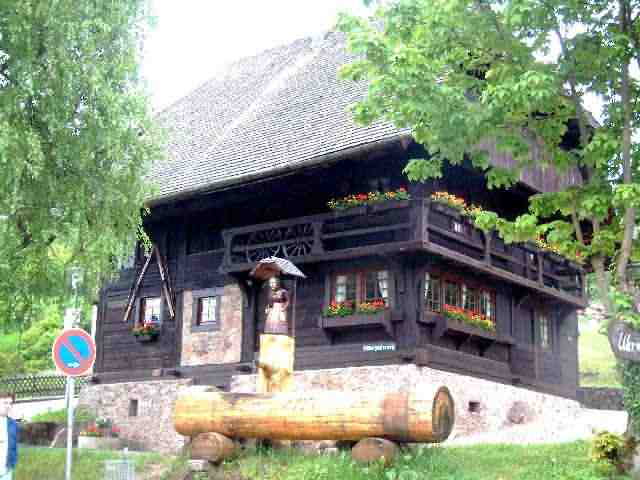
Das Uhrmacherhäusle in Vöhrenbach

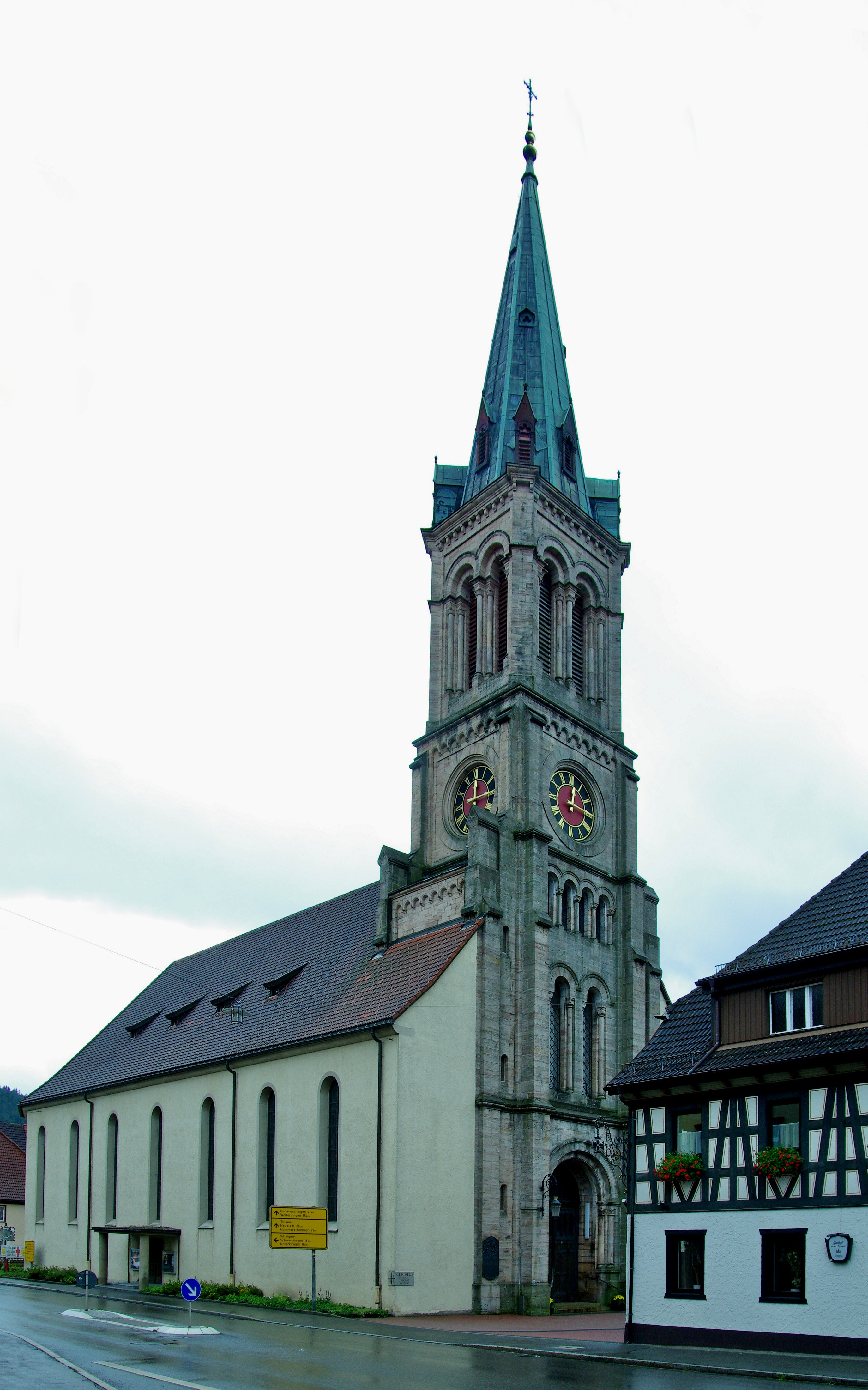
Pfarrkirche St. Martin

Der Ort liegt an der Deutschen Uhrenstraße.

### Bauwerke
- Ein Baukulturdenkmal ist die Linachtalsperre. Dieses jahrelang stillgelegte Wasserkraftwerk wurde ab 16. März 2007 neu aufgestaut und reaktiviert. 1,2 Millionen Kilowattstunden soll das Erneuerbare-Energie-Kraftwerk erbringen. Nebenher soll der Linachstausee künftig zur Touristenattraktion werden.[13]

- Die katholische Pfarrkirche St. Martin, ein Neubau von 1953/54, in den der Turm von 1871/73 einbezogen wurde, enthält Skulpturen von zwei Mitgliedern der Vöhrenbacher Bildhauerfamilie Winterhalder, nämlich Adam Winterhalder und Johann Michael Winterhalder.

- Die katholische Pfarrkirche Allerheiligen im Ortsteil Urach stammt aus dem 11. bis 18. Jahrhundert und enthält Kunstwerke von Matthias Faller.

- Das Uhrmacherhäusle aus dem Jahre 1726 wurde 1985 saniert.[14]

- Bruderkirchle oder Michaelskapelle: Das Gebäude an der alten Straße von Vöhrenbach über Herzogenweiler nach Villingen wurde um 1580 zum ersten Mal urkundlich erwähnt.

### Sport
Der seit 1997 jährlich veranstaltete Schwarzwald-Bike-Marathon führt auch durch Vöhrenbach.
An bestimmten Tagen gewährleisten Rettungsschwimmer die Sicherheit der Wassersportler im Badegewässer Linachtalsperre.

## Wirtschaft und Infrastruktur

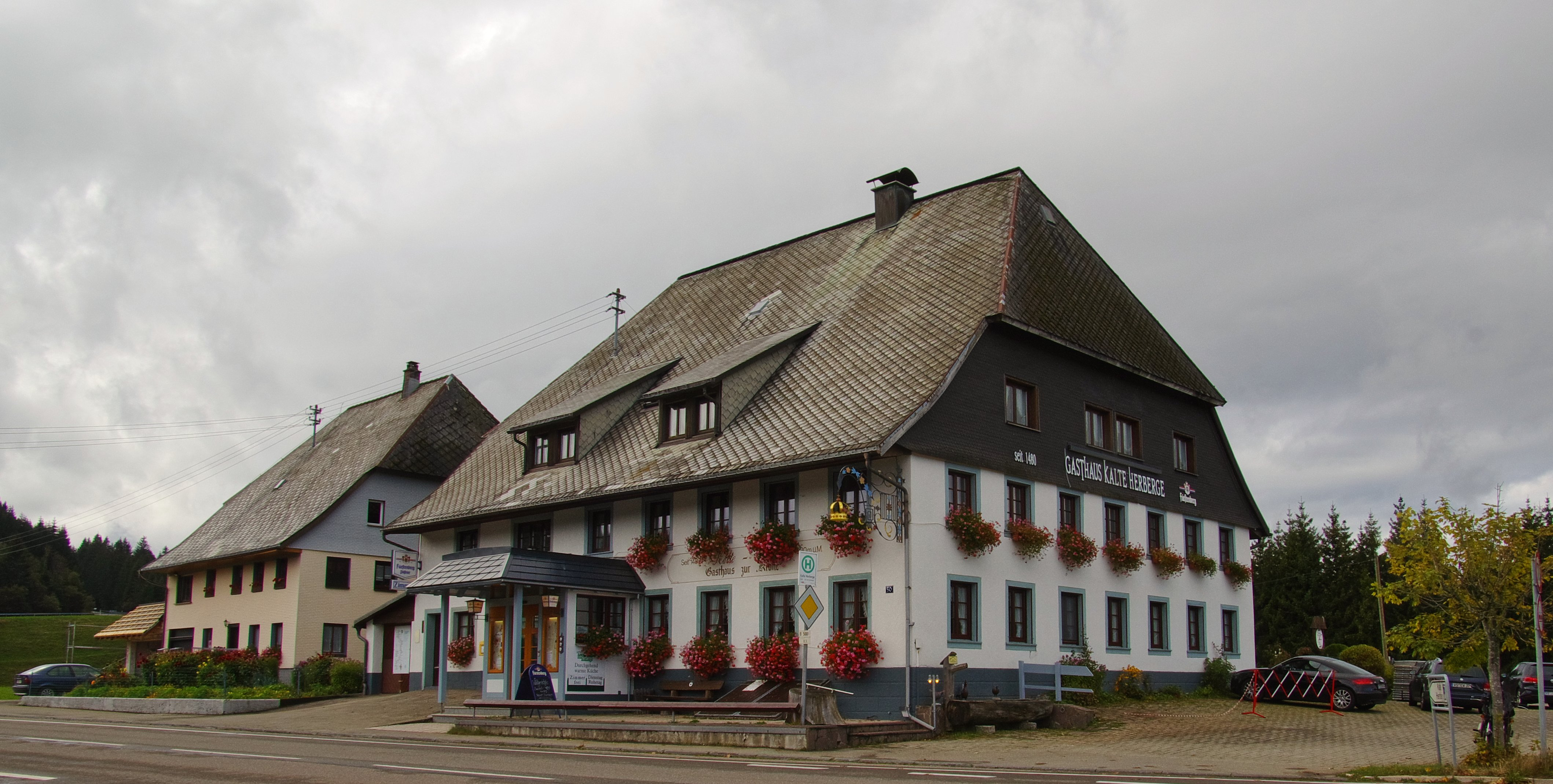
Gasthaus Kalte Herberge

Im 19. Jahrhundert war Vöhrenbach bekannt für die Herstellung mechanischer Musikautomaten. Das 1832 in Vöhrenbach gegründete Unternehmen M. Welte & Söhne wurde 1872 nach Freiburg im Breisgau verlegt, doch deren Fabrik wurde ab 1874 von Imhof & Mukle weiterbetrieben, das ebenfalls Musikautomaten herstellte und bis 1929 oder 1930 existierte.
Die Wirtschaft der Stadt ist heute geprägt von mittelständischer Industrie, Handwerk und Gewerbe sowie Tourismus. In den Ortschaften spielt die Landwirtschaft eine größere Rolle. Wirtschaftlich ist Vöhrenbach stark verbunden mit der Nachbarstadt Furtwangen.
Größter Arbeitgeber ist mit 240 Beschäftigten (Stand 2018) der Automobilzulieferer Walor Vöhrenbach GmbH (ehemals Dold Kaltfließpressteile GmbH), der seit 2017 zur französischen Walor-Gruppe gehört.

### Verkehr
Vöhrenbach ist über Landesstraßen mit Furtwangen und Villingen (jeweils L 173), Titisee-Neustadt (L 172) sowie via L 180 mit Donaueschingen verbunden. Die östlich von Villingen-Schwenningen verlaufende A 81 ist die nächstgelegene Autobahn.
Bis 1972 war Vöhrenbach auch mit der Bregtalbahn (Donaueschingen – Furtwangen) erreichbar. Der westliche Streckenabschnitt von Bräunlingen nach Furtwangen wurde nach der Stilllegung in einen Bahntrassenradweg umgebaut.

### Bildung
In Vöhrenbach gab es mit der Josef-Hebting-Schule eine Grund- und Werkrealschule. Alle weiterführenden Schulen befinden sich in Furtwangen. Für die jüngsten Einwohner gibt es einen römisch-katholische Kindergarten im Ort.

## Persönlichkeiten

### Söhne und Töchter der Stadt
- Josef Winterhalder der Ältere (1702–1769), in Mähren tätiger Bildhauer
- Johann Michael Winterhalder (1706–1759), in Mähren und im Schwarzwald tätiger Bildhauer
- Josef Winterhalder der Jüngere (1743–1807), in Mähren tätiger Maler
- Joseph Kleiser von Kleisheim (1760–1830), geboren in Urach, Regierungspräsident des Fürstentums Fürstenberg
- Michael Welte (1807–1880), Flötenuhrenmacher, Erfinder und Gründer der Firma M. Welte & Söhne
- Joseph Hebting (1822–1888), Weinhändler, Gutsbesitzer und Reichstagsabgeordneter (Nationalliberale Partei)
- Franz Sales Hebting (1826–1897), ab 1877 badischer Landeskommissär
- Emil Welte (1841–1923), Uhrmacher, Flötenuhrenmacher, Erfinder und Geschäftsmann
- Berthold Welte (1843–1918), Fabrikant und Geschäftsmann, Kommerzienrat
- Adolf Heer (1849–1898), Bildhauer, seit 1881 Professor an der damaligen Kunstgewerbeschule in Karlsruhe
- Konstantin Merz (1856–1915), Reichstagsabgeordneter und Arzt
- Cipri Adolf Bermann (1862–1942), Bildhauer
- Franz Josef Furtwängler (1894–1965), Politiker (SPD), MdL (Hessen)
- Heinrich Bliestle MSF (1897–1987), Generaloberer der Missionare von der Heiligen Familie, Konzilsvater beim Zweiten Vatikanischen Konzil
- Josef Albert Rissler (1908–1982), Bildhauer und Maskenschnitzer
- Kurt Kempf (1941–1985), Politiker (SPD)
- Manfred Mohr (* 1937), Fahrer der Formel 3 bis 1972, 1965 Sieger auf der AVUS

### Weitere Persönlichkeiten
- August Ganther (1862–1938), Schwarzwälder Heimatdichter, lebte und starb in Vöhrenbach